# Aptychotrema
Aptychotrema is een geslacht van kraakbeenvissen uit de familie van de Trygonorrhinidae.

## Soorten
- Aptychotrema rostrata Shaw, 1794
- Aptychotrema timorensis Last, 2004
- Aptychotrema vincentiana Haacke, 1885